# Tierras Blancas, Cuautitlán de García Barragán
Tierras Blancas är en ort i Mexiko.   Den ligger i kommunen Cuautitlán de García Barragán och delstaten Jalisco, i den södra delen av landet, 500 km väster om huvudstaden Mexico City. Tierras Blancas ligger 1 086 meter över havet och antalet invånare är 141.
Terrängen runt Tierras Blancas är kuperad åt sydväst, men åt nordost är den bergig. Runt Tierras Blancas är det glesbefolkat, med 13 invånare per kvadratkilometer. Närmaste större samhälle är Minatitlán, 18,2 km sydost om Tierras Blancas. I omgivningarna runt Tierras Blancas växer i huvudsak lövfällande lövskog.